# الخطوط الجوية الكوبية الرحلة 972
في 18 مايو 2018 ، فقدت رحلة الخطوط الجوية الكوبية 972 الارتفاع بعد وقت قصير من إقلاعها من مطار خوسيه مارتي الدولي وتحطمت بالقرب من المطار، حيث اشتعلت فيها النيران. تحطمت الطائرة على بعد 10 كيلومتر (6.2 ميل) من المطار، بالقرب من سانتياغو دي لاس فيجاس ، على بعد 19 كيلومترًا تقريبًا من وسط مدينة هافانا.

## التحطم ورد الفعل
من بين 113 راكبًا على متن الطائرة ، نجت ثلاث نساء من الحادث، وجميعهم في حالة حرجة. نجا أحد الركاب من الحادث، لكنه توفي في وقت لاحق في المستشفى.
وصل الرئيس ميغيل دياز كانيل ووزير الصحة روبرتو موراليس وسلطات محلية أخرى إلى الموقع لرصد ومراقبة جهود الإنقاذ. وتجمع أفراد وأفراد من كانوا على متن الطائرة أيضا في الموقع ونقلوا إلى المطار في وقت لاحق.